# Emmerting
Emmerting je obec v německé spolkové zemi Bavorsko, v zemském okrese Altötting ve vládním obvodu Horní Bavorsko. Žije zde přibližně 4 300 obyvatel.

## Geografie

### Sousední obce
| Růžice kompasu |       | Neuötting              | Marktl  | Růžice kompasu |
| Růžice kompasu | Kastl | Sever                  |         | Růžice kompasu |
| Růžice kompasu | Kastl | Emmerting              |         | Růžice kompasu |
| Růžice kompasu | Kastl | Jih                    |         | Růžice kompasu |
| Růžice kompasu |       | Burgkirchen an der Alz | Mehring | Růžice kompasu |